# Antoni Olma
Antoni Olma (ur. 23 maja 1929, zm. 28 września 2007) – polski duchowny Kościoła Adwentystów Dnia Siódmego w PRL, w latach 1971–1973 był przewodniczącym Diecezji Wschodniej, zaś w latach 1973–1988 przewodniczącym Diecezji Południowej Kościoła.

## Życiorys
W 1950 przyjął chrzest święty w Kościele Adwentystów Dnia Siódmego i następnie podjął pracę kaznodziejską będąc między innymi seniorem Okręgu Cieszyńskiego. 18 czerwca 1971 został po raz pierwszy wybrany na przewodniczącego Diecezji Wschodniej. Ponownie został wybrany na to stanowisko 18 maja 1973 i sprawował ten urząd do 10 października tego samego roku, kiedy decyzją władz kościelnych został przeniesiony na stanowisko przewodniczącego Diecezji Południowej, które sprawował do maja 1988. W 1989 wyjechał na stałe do Niemiec, gdzie zmarł w 2007.